# Патарени
Патарени (итал. patarini) су били присталице верског покрета у северној Италији, а посебно у Милану, између 11. и 13. века. Заједно са катарима, подвргнути су прогонима за време папе Иноћентија III као јеретици.
Намеравали су да спроведу реформу цркве у својој провинцији. Главне мете њихове критике су били богати земљопоседници и црквени клер који је на своје позиције долазио симонијом. Такође су нападали морал појединих свештеника који су узимали себи конкубине са којима су живели. Патаренски покрет је био раширен и дуж далматинске обале, где је био повезан са богумилима у залеђу, тако да се ови називи често употребљавају као синоними.
Папа Лав IX (1002—1054) је, под утицајем овог покрета, осудио симонију и конкубинат међу свештеницима.
Папа Иноћентије III (1161—1216) је започео прогон јеретика у европским размерама, који је тешко погодио и патарене.